# Autopista Central
La autopista Central es una autopista urbana que cruza de norte a sur la ciudad de Santiago en Chile mediante dos ejes de vías expresas de alta velocidad.

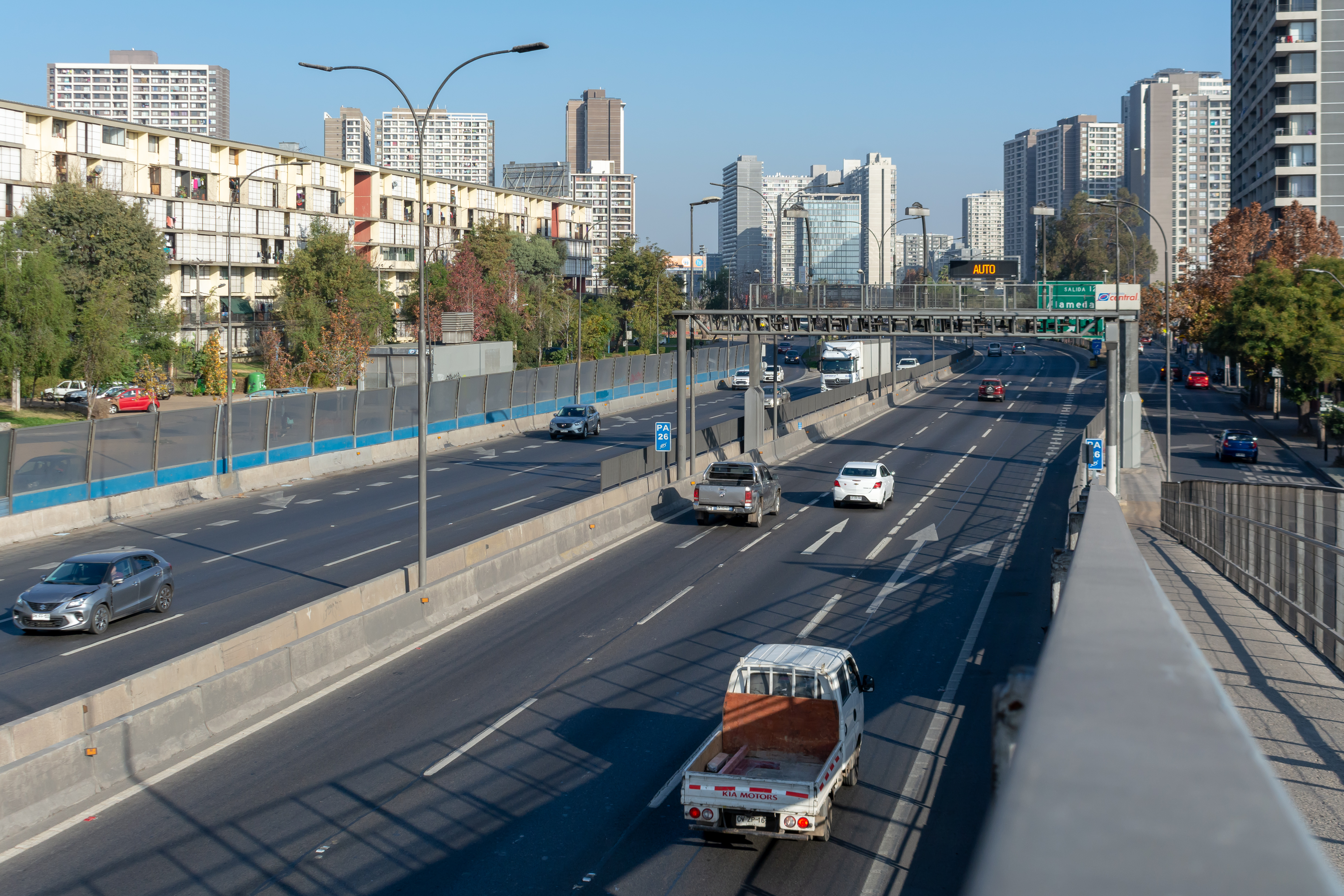
Autopista Central Eje General Velásquez en Estación Central.

Iniciada parcialmente el 1 de diciembre de 2004, es una de las primeras autopistas urbanas en el mundo en operar con el sistema de peaje en movimiento free flow mediante el uso del dispositivo TAG. Junto con costanera Norte, autopista Vespucio Norte Express y autopista Vespucio Sur conforman la red de autopistas urbanas de Santiago de Chile, la cual totaliza más de 210 km de extensión.
Para transitar por estas pistas de alta velocidad, se debe habilitar el sistema TAG con alguna concesionaria, o comprar un «pase diario», el cual como su nombre lo indica, dura 24 horas desde pasado el primer pórtico de cobro.

## Trazado
La autopista está conformada por dos tramos principales, los que se dividen en dos subtramos.
- Tramo 1: Autopista del Aconcagua Ruta Panamericana - Autopista del Maipo.
- Tramo 2: Avenida General Velásquez (desde Ruta 5 Norte hasta Las Acacias)

Pasa por las siguientes comunas del Gran Santiago, de norte a sur: Quilicura, Conchalí, Renca, Independencia, Quinta Normal, Santiago, Estación Central, San Miguel, Pedro Aguirre Cerda, Cerrillos, Lo Espejo, La Cisterna y San Bernardo.

### Eje norte-sur
Este tramo se ubica entre el enlace de la ruta CH-5 y avenida Américo Vespucio Norte, en la comuna de Quilicura, y el extremo norte del Puente Maipo, en la comuna de San Bernardo. Cuenta con 49 pasos superiores e inferiores, dos puentes, un túnel, 19 pasarelas peatonales y 114 hectáreas de áreas verdes. Atraviesa 11 comunas.
Es la ruta más concurrida de los dos tramos de la autopista Central ya que circula más cerca del centro de la capital y por más sectores habitacionales. El tramo que recorre la comuna de Santiago, lo hace en conjunto con la  línea 2 del Metro de Santiago. Su hito 0 está en el paso bajo nivel de Alameda (trinchera cubierta Los Héroes), donde se divide entre norte y sur. También se ubican a un kilómetro de distancia los túneles Blanco Encalada (de 254 metros en la pista oriente) y Toesca (de 490 metros en la pista poniente), que van en pendientes separadas de las caleteras y el metro de Santiago.
El primer tramo de la entonces Avenida Norte-Sur, entre las calles Tupper y Pedro Montt, fue abierto al público en julio de 1968.
La caletera del eje norte-sur, lleva el nombre avenida Presidente Eduardo Frei Montalva  desde El Molino hasta la autopista Costanera Norte, avenida Manuel Rodríguez hasta Diez de Julio Huamachuco, avenida Viel hasta la avenida Carlos Valdovinos, avenida José Joaquín Prieto hasta la avenida Lo Espejo y avenida Jorge Alessandri Rodríguez hasta el río Maipo.
En los alrededores de esta ruta se puede encontrar lugares destacados de la capital como la parroquia Santa Ana, el museo Nacional de Historia Militar, el palacio Cousiño, el Pñparque O'Higgins y el centro de justicia de Santiago.

### Eje General Velásquez
Su identificador nacional es ruta CH-74. Fue inaugurada el 8 de mayo de 2006 y se extiende desde 1,7 km al sur del nudo Quilicura, por el norte, hasta el sector Las Acacias por el sur, con una longitud de 20,9 km (en ambos puntos se conecta al eje norte-sur). Cuenta con 32 pasos superiores e inferiores, diez trincheras, dos plazas terraza, tres puentes, seis pasarelas peatonales y 60 hectáreas de áreas verdes. Los principales hitos de este eje son el puente de Gran Envergadura, el mayor sobre el río Mapocho con 1022 metros, y el Túnel Alameda, de 404 metros de longitud, que atraviesa la alameda del Libertador Bernardo O'Higgins. Esta ruta es muy utilizada principalmente por camiones y buses interurbanos que viajan de norte a sur y viceversa, esto último se debe a que los terminales más importantes de la capital se encuentran cercanos de este eje al altura de estación Central. En su recorrido atraviesa siete comunas del Gran Santiago. Este brazo tiene una importancia crucial para el proyecto parque Bicentenario de Cerrillos, pues lo bordea en toda su longitud y le permite una rápida conexión con otros puntos de la capital.
La Caletera del eje General Velásquez de norte a sur, lleva el nombre Apóstol Santiago hasta la autopista Costanera Norte, Joaquín Walker Martínez hasta la Avenida Mapocho, Coronel Robles hasta la Avenida Portales, Padre Alberto Hurtado hasta la autopista del Sol y continúa con el nombre de General Velásquez.

### Enlaces eje norte-sur
Desde autopista del Aconcagua hasta Alameda
- Autopista del Aconcagua
- kilómetro 10.6 Inicio autopista del Aconcagua.
- kilómetro 10.3 Aeropuerto - Quilicura.
- kilómetro 10 Vespucio Norte - Las Condes.
- kilómetro 9 Cardenal Caro Sentido Norte-Sur.
- kilómetro 8 Al Sur - General Velásquez Sentido Norte-Sur.
- kilómetro 7 Av. Puerto Montt - Zapadores.
- kilómetro 6 14 de la Fama - Dorsal.
- kilómetro 4 Domingo Sta. María.
- kilómetro 3 Costanera Norte - Al Oriente.
- kilómetro 2 Sta María Sentido Norte-Sur - Puente Manuel Rodríguez - Autopista Costanera Norte.
- kilómetro 1 Balmaceda - Compañía.
- kilómetro 0.5 Alameda - Agustinas.

 Desde Alameda hasta el Río Maipo
- kilómetro 0.1 Alameda - Toesca.
- kilómetro 1 Túneles Blanco Encalada y Toesca.
- kilómetro 2 Rondizzoni.
- kilómetro 3 Ruta 78 - Carlos Valdovinos - Centro de Justicia.
- kilómetro 5 Salesianos.
- kilómetro 6 Departamental.
- kilómetro 7 Lo Ovalle.
- kilómetro 8 El Parrón.
- kilómetro 9 Autopista Vespucio Sur.
- kilómetro 10 Lo Espejo - Maipú.
- kilómetro 13 General Velásquez - Las Acacias.
- kilómetro 15 La Vara - Lo Blanco.
- kilómetro 19 San Bernardo.
- kilómetro 20 Catemito - Barrancón.
- kilómetro 21 Calera de Tango - Peñaflor
- kilómetro 23 Nos - Mall Plaza Sur.
- kilómetro 25 Lo Infante - La Estancilla Sentido Norte-Sur.
- kilómetro 26 Lo Herrera.
- kilómetro 27 Los Naranjos Sentido Norte-Sur.
- kilómetro 28 Romeral Sentido Norte-Sur.
- kilómetro 29 Puente Maipo
- kilómetro 30 Los Guindos-El Recurso
- kilómetro 31 Inicio Ruta del Maipo.
- Ruta del Maipo

### Enlaces Eje General Velásquez
- Autopista del Aconcagua
- kilómetro 10.6 Inicio Autopista Del Aconcagua.
- kilómetro 10.3 Aeropuerto - Quilicura.
- kilómetro 10 Vespucio Norte - Las Condes.
- kilómetro 9 Cardenal Caro Sentido Norte-Sur.
- kilómetro 8.5 Al Sur - General Velásquez Sentido Norte-Sur.
- kilómetro 8.3 Al Sur - Alameda Sentido Sur-Norte.
- kilómetro 6 Av. Dorsal - Domingo Sta. María.
- kilómetro 5 Costanera Norte al Oriente Sentido Sur-Norte.
- kilómetro 4 Carrascal.
- kilómetro 1 Mapocho - Portales Sentido Norte-Sur.
- kilómetro 0 Alameda - 5 de abril Túnel Alameda.
- kilómetro 2 Ruta 78 - Departamental Sentido Norte-Sur.
- kilómetro 3 Ruta 78 - Carlos Valdovinos Sentido Sur-Norte.
- kilómetro 4 Departamental Sentido Sur-Norte.
- kilómetro 5.1 Ciudad Parque Bicentenario Sentido Norte-Sur.
- kilómetro 5.9 Lo Ovalle Sentido Sur-Norte.
- kilómetro 6 Salvador Allende.
- kilómetro 7 Vespucio Sur.
- kilómetro 9 Lo Espejo Al Poniente.
- kilómetro 10 Lo Espejo al Oriente Sentido Sur-Norte.
- kilómetro 10.5 Sta. Margarita - Puerta Sur
- kilómetro 15 Lo Vara - Lo Blanco.
- kilómetro 19 San Bernardo.
- kilómetro 20 Catemito - Barrancón.
- kilómetro 21 Calera de Tango - Peñaflor
- kilómetro 23 Nos - Mall Plaza Sur.
- kilómetro 25 Lo Infante - La Estancilla Sentido Norte-Sur.
- kilómetro 26 Lo Herrera.
- kilómetro 27 Los Naranjos Sentido Norte-Sur.
- kilómetro 28 Romeral Sentido Norte-Sur.
- kilómetro 29 Puente Maipo
- kilómetro 30 Los Guindos-El Recurso
- kilómetro 31 Inicio Ruta del Maipo.
- Ruta del Maipo